# Alfa Romeo Alfetta GT Pininfarina Eagle
L'Alfa Romeo Eagle è una concept car costruita dalla Pininfarina e presentata al salone dell'automobile di Torino del 1975.

## Il contesto
Tre anni dopo il prototipo "Alfetta Spider", realizzato sul pianale della "Alfetta Berlina", la Pinifarina presentò una nuova proposta di vettura scoperta, anch'essa di tipo targa, questa volta su meccanica "Alfetta GT", con l'obiettivo di dimostrare che era possibile ricavarne un'auto aperta, mantenendo una buona sicurezza passiva.

## La vettura
La carrozzeria a cuneo della "Eagle", disegnata da Aldo Brovarone, è ispirata alle vetture Sport Prototipo dell'epoca, in particolare alla "33 TT/12". Risulta fortemente caratterizzata da un vistoso roll-bar che accoglie il lunotto a inclinazione inversa. Gli interni si discostavano fortemente dal coevo "stile Alfa", per le finiture del cruscotto in plastica morbida opaca, il volante monorazza e la strumentazione completamente digitale.
Dotata del 4 cilindri in linea da 122 CV montato di serie sulla "GT", grazie alla buona penetrazione aerodinamica e al peso di circa 1000 kg, per la "Eagle" venivano ipotizzati una velocità massima di 198 km/h e un consumo medio sensibilmente inferiore al modello da cui era derivata.;
Così come per la precedente proposta della Pininfarina, la "Eagle" non entrò in produzione perché la dirigenza Alfa Romeo decise di optare per un ulteriore restyling della "Duetto".